# Zaplethocornia
Zaplethocornia is een geslacht van vliesvleugelige insecten (Hymenoptera) uit de familie van de gewone sluipwespen (Ichneumonidae). De wetenschappelijke naam werd voor het eerst geldig gepubliceerd door Otto Schmiedeknecht in 1912.
Zaplethocornia is een relatief klein Holarctisch geslacht. De typesoort Z. procurator, oorspronkelijk door Gravenhorst Ichneumon procurator genoemd, komt voor in Noord- en Midden-Europa.

## Soorten
- Zaplethocornia baikal
- Zaplethocornia caucasica
- Zaplethocornia exstinctor
- Zaplethocornia filicornutor
- Zaplethocornia fumipennis
- Zaplethocornia kasparyani
- Zaplethocornia longipes
- Zaplethocornia opulenta
- Zaplethocornia procurator
- Zaplethocornia robustor